# Susana Gómez Castaño
Susana Gómez Castaño más conocida como Susana Boreal es una Maestra en Dirección, activista y política colombiana. Es miembro de la Cámara de Representantes de Colombia por Antioquia desde el 20 de julio de 2022.

## Biografía
Gómez estudió parcialmente música en la Universidad de Antioquia, inició con canto lírico, para luego estudiar Dirección. Estudió dirección de música coral y orquesta durante algunos meses en Bélgica, formación que dejó inconclusa debido a la pandemia, retornando a su natal Medellín para continuar su carrera de pregrado
Gómez ganó notoriedad pública a nivel nacional durante las protestas de 2019-2020 tras atender la convocatoria de otros músicos, entre ellos Juan Ernesto Arias, compañero de estudio de Gómez para realizar un concierto en el Parque de Los Deseos de Medellín como manifestación artística de protesta donde ella participaría como directora de orquesta. Publicó las partituras en internet presentándose al evento cerca de 400 músicos. El video de dicho evento se hizo viral en las redes sociales.
En las elecciones legislativas de 2022, fue electa como parte de una lista cerrada como miembro a la Cámara de Representantes por Antioquia, por el Pacto Histórico. Asumió su escaño en julio de 2022.

## Controversias
En agosto de 2022 la Representante declara en una sesión del Congreso desconocer cómo intervenir en las proposiciones de otros congresistas, aún cuando el Congreso de la República tiene documentación de inducción para los nuevos representantes, adicional a un equipo legislativo propio financiado por el erario nacional que apoya al Congresista en todas sus actividades. 
En 2023 Gómez manifestó que consume diariamente Marihuana, lo cual generó opiniones tanto a favor como en contra por su declaración.
También en 2023, la Procuraduría General de la Nación abrió una investigación por la contratación irregular y sin el cumplimiento de los requisitos a Christian David Guzmán, su aparente pareja sentimental:
"...la etapa procesal incluyó a Christian David Guzmán por, al parecer, suministrar datos inexactos o documentación con contenidos que no correspondan a la realidad y que pudo permitir su vinculación como asesor en el Congreso de la República."
A lo anterior, la Procuraduría añadió también el hecho de que presuntamente Guzmán podría ser pareja sentimental de la Congresista Gómez. En la misma investigación se han relacionado posibles actos de maltrato a otros miembros de la UTL a su cargo.
En noviembre de 2024 la congresista nuevamente es sujeto de polémica al declarar durante una plenaria del Congreso que "yo siento (sic) que obligar a un niño a asistir al colegio es una forma de violencia, de adoctrinamiento", lo anterior en el contexto de la discusión de un proyecto de ley sobre la corresponsabilidad en la educación de menores.
Como reacción, la Asociación Colombiana de Psiquiatría manifestó que “es importante resaltar que la escolarización constituye un factor protector esencial para la salud mental y el desarrollo integral de niños, niñas y adolescentes. La escuela no solo garantiza el acceso al aprendizaje formal, sino que también promueve habilidades sociales, bienestar emocional, pensamiento crítico y creatividad”.